# Teorias psicanalíticas de Sigmund Freud

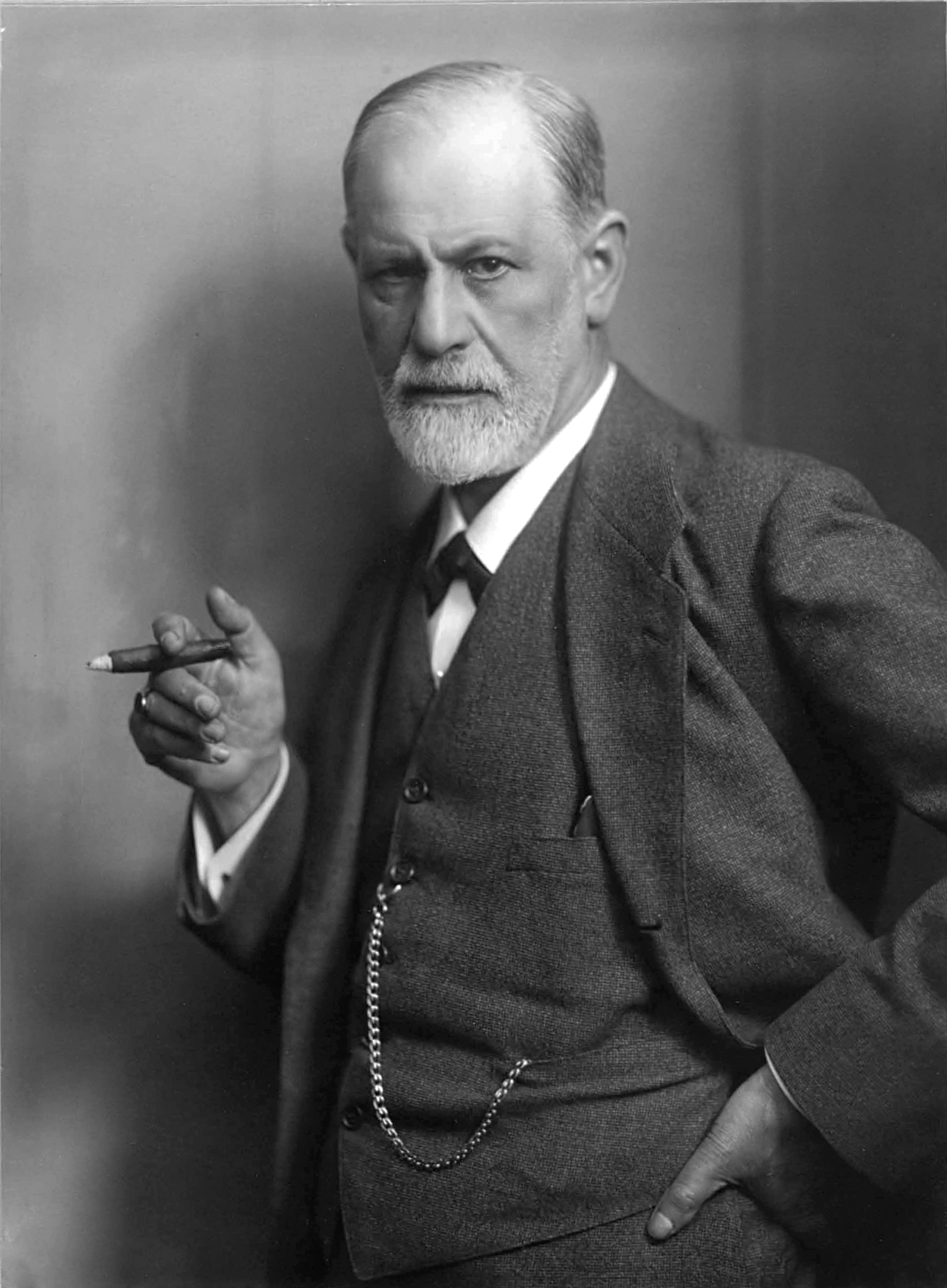
Sigmund Freud (c. 1921)

Sigmund Freud (6 de maio de 1856 - 23 de setembro de 1939) é considerado o fundador da abordagem psicodinâmica da psicologia, que busca impulsos inconscientes para explicar o comportamento humano. Freud acreditava que a mente seria a responsável pelas decisões conscientes e inconscientes e que possuem como origem os impulsos psicológicos. O id, o ego e o superego são os três aspectos da mente que Freud acreditava que fossem as camadas da personalidade de uma pessoa. Freud acreditava que as pessoas são "simplesmente atores no drama de [suas] próprias mentes, impulsionadas pelo desejo, puxadas pela coincidência. Por baixo da superfície, nossas personalidades representam a luta pelo poder que está ocorrendo dentro de nós".

## Religião
Freud não acreditava na existência de uma força sobrenatural que teria pré-programado o homem para se comportar de certa maneira. Sua ideia do id explica por que as pessoas agem de certas maneiras quando esta instância da mente (id) não está de acordo com o ego ou com o superego. "A religião é uma ilusão e deriva sua força do fato de que se enquadra em nossos desejos instintivos." Freud acreditava que as pessoas confiam na religião para dar explicações para ansiedades e tensões, as quais as pessoas não querem acreditar conscientemente. Freud argumentou que a humanidade criou Deus à sua imagem. Isso retira a possibilidade de existência de qualquer tipo de religião, pois Freud entendia que a religião seria construída pela mente das pessoas. O papel da mente é algo sobre o qual Freud falou repetidamente porque ele acreditava que a mente é a responsável por decisões conscientes e inconscientes baseadas em impulsos e forças. A ideia de que a religião faz com que as pessoas se comportem de maneira moral é incorreta de acordo com Freud porque ele acreditava que nenhuma outra força tem o poder de controlar as maneiras pelas quais as pessoas agem. Os desejos inconscientes motivam as pessoas a agir de acordo. Freud fez uma pesquisa significativa estudando como as pessoas agem e interagem em um ambiente de grupo. Ele acreditava que as pessoas agem de maneiras diferentes de acordo com as demandas e limitações do grupo como um todo. Em seu livro Psicologia das Massas E Análise do Eu, Freud argumentou que a igreja e a religião organizada formam uma "unidade artificial" que requer uma força externa para mantê-las unidas. Nesse tipo de grupo, tudo depende dessa força externa e sem ela o grupo não existiria mais. Os grupos são necessários, segundo Freud, para diminuir o narcisismo em todas as pessoas, criando laços libidinais com os outros, colocando todos em pé de igualdade. A comunhão entre diferentes pessoas com diferentes egos permite que as pessoas se identifiquem umas com as outras. Isso se relaciona com a ideia de religião porque Freud acreditava que as pessoas criaram a religião para criar esses laços grupais que inconscientemente procuram.

### Teoria Grega
De acordo com as muitas teorias religiosas de Freud, o complexo de Édipo é utilizado na compreensão e no domínio das crenças religiosas. Nos estágios psicossexuais de Freud, ele mencionou o complexo de Édipo e o complexo de Electra e como eles afetam as crianças e seus relacionamentos com a figura parental do mesmo sexo. Segundo Freud, há um desejo inconsciente de que a mãe seja virgem e o pai seja uma figura todo-poderosa e onipotente. O interesse de Freud pela mitologia e religião gregas influenciou muito suas teorias psicológicas. O complexo de Édipo ocorre quando um menino tem ciúme do pai. O menino se esforça para possuir sua mãe e, por fim, substituir seu pai como um meio de não ter mais que lutar por sua atenção e afeição total. Além de buscar o amor de sua mãe, os meninos também experimentam ansiedade de castração, que é o medo de perder sua genitália. Os meninos temem que seus pais os retaliem e os castrem como resultado do desejo de sua mãe. Enquanto o complexo de Édipo se apresenta nos homens, as mulheres experimentam uma forma diferente de rivalidade incestuosa conhecida como complexo Electra. As meninas ficam com ciúmes de suas mães e começam a sentir desejo por seus pais. As mulheres também experimentam inveja do pênis, que é a reação paralela à experiência masculina de ansiedade de castração. As mulheres têm ciúmes do pênis de seus pais e desejam ter um também. As meninas então reprimem esse sentimento e, em vez disso, desejam ter um filho próprio. Essa supressão faz com que a menina se identifique com a mãe e adquira traços femininos.

## Teoria psicanalítica
A psicanálise foi fundada por Sigmund Freud. Freud acreditava que as pessoas poderiam ser curadas tornando conscientes seus pensamentos e motivações inconscientes, obtendo assim "insight". O objetivo da terapia psicanalítica é liberar emoções e experiências reprimidas, ou seja, tornar o inconsciente consciente. A psicanálise é comumente usada para tratar transtornos de depressão e ansiedade. É somente tendo uma experiência catártica (isto é, cura) que uma pessoa pode ser ajudada e "curada".

### O Id
O id segundo Freud é a parte do inconsciente que busca o prazer. Sua ideia do id explica por que as pessoas agem de certas maneiras quando não está de acordo com o ego ou superego. O id é a parte da mente que contém todos os instintos mais básicos e primitivos da humanidade. É a parte impulsiva e inconsciente da mente que se baseia no desejo de buscar satisfação imediata. O id não domina nenhuma forma de realidade ou consequência. Freud entendeu que algumas pessoas são controladas pelo id porque ele faz com que as pessoas se envolvam em um comportamento de satisfação de necessidades sem qualquer acordo com o que é certo ou errado. Freud comparou o id e o ego a um cavalo e um cavaleiro. O id é comparado ao cavalo, que é dirigido e controlado pelo ego ou pelo cavaleiro. Este exemplo mostra que embora o id deva ser controlado pelo ego, eles freqüentemente interagem entre si de acordo com os impulsos do ego.

### Ego
Para que as pessoas mantenham um senso de realidade no mundo, o ego é responsável por criar um equilíbrio entre o prazer e a dor. É impossível que todos os desejos do id sejam atendidos e o ego percebe isso, mas continua a buscar prazer e satisfação. Embora o ego não saiba a diferença entre o certo e o errado, ele está ciente de que nem todos os impulsos podem ser atendidos em um determinado momento. O princípio de realidade é o que o ego opera para ajudar a satisfazer as demandas do id, bem como comprometer de acordo com a realidade. O ego é o "eu" de uma pessoa composto de desejos inconscientes. O ego leva em consideração os ideais éticos e culturais para equilibrar os desejos originados no id. Embora tanto o id quanto o ego estejam inconscientes, o ego tem contato próximo com o sistema perceptivo. O ego tem a função de autopreservação, por isso tem a capacidade de controlar as demandas instintivas do id.

### Superego
O superego, que se desenvolve por volta dos quatro ou cinco anos, incorpora a moral da sociedade. Freud acreditava que o superego é o que permite à mente controlar seus impulsos que são desprezados moralmente. O superego pode ser considerado a consciência da mente porque tem a capacidade de distinguir entre a realidade e o que é certo ou errado. Sem o superego, Freud acreditava que as pessoas agiriam com agressão e outros comportamentos imorais porque a mente não teria como entender a diferença entre o certo e o errado. O superego é considerado a "consciência" da personalidade de uma pessoa e pode anular os impulsos do id. Freud separa o superego em duas categorias distintas; o eu ideal e a consciência. A consciência contém ideais e morais que existem dentro de uma sociedade que impedem as pessoas de agirem com base em seus desejos internos. O self ideal contém imagens de como as pessoas devem se comportar de acordo com os ideais da sociedade.

## O inconsciente
Freud acreditava que as respostas para as ações diárias controladas residiam na mente inconsciente, apesar das visões alternativas de que todos os nossos comportamentos eram conscientes. Ele sentiu que a religião é uma ilusão baseada em valores humanos que são criados pela mente para superar o conflito psicológico interno. Ele acreditava que as noções de inconsciência e lacunas na consciência podem ser explicadas por atos dos quais a consciência não oferece nenhuma evidência. A mente inconsciente se posiciona em todos os aspectos da vida, esteja a pessoa dormente ou acordada. Embora a pessoa possa não estar ciente do impacto da mente inconsciente, ela influencia as ações em que nos engajamos. O comportamento humano pode ser compreendido pela busca de uma análise dos processos mentais. Essa explicação dá significado a deslizes verbais e sonhos. Eles são causados por razões ocultas na mente, exibidas em formas ocultas. Os lapsos verbais (ato falho) da mente inconsciente são chamados de lapsos freudianos. Este é um termo para explicar um erro falado derivado da mente inconsciente. Informações traumatizantes sobre pensamentos e crenças são bloqueadas da mente consciente. Os deslizes expõem nossos verdadeiros pensamentos armazenados no inconsciente. Os instintos ou impulsos sexuais têm raízes profundamente ocultas na mente inconsciente. Os instintos agem dando vitalidade e entusiasmo à mente por meio de significado e propósito. As gamas de instintos são em grande número. Freud os expressou em duas categorias. Uma categoria é o Eros, o instinto de vida que se autopreserva e contém todos os prazeres eróticos. Embora Eros seja usado para a sobrevivência básica, o instinto de vida sozinho não pode explicar todos os comportamentos de acordo com Freud. Em contraste, Thanatos é o instinto de morte. Está repleto de autodestruição da energia sexual e do nosso desejo inconsciente de morrer. A parte principal do comportamento e das ações humanas está ligada aos impulsos sexuais. Desde o nascimento, a existência de impulsos sexuais pode ser reconhecida como um dos incentivos mais importantes da vida

## Estágios psicossexuais
A teoria do desenvolvimento psicossexual de Freud é representada em cinco estágios. De acordo com Freud, cada estágio ocorre dentro de um período de tempo específico da vida de uma pessoa. Se alguém se fixar em qualquer um dos quatro estágios, desenvolverá traços de personalidade que coincidem com o estágio específico e seu foco.
- Fase Oral - A primeira fase é a fase oral. Uma criança permanece neste estágio desde o seu nascimento até os dezoito meses de idade. O foco principal no estágio oral é a busca de prazer pela boca do bebê. Durante esta fase, a necessidade de degustar e sugar torna-se proeminente na produção de prazer. A estimulação oral é crucial durante esta fase; se as necessidades do bebê não forem atendidas durante esse período, ele ficará fixado no estágio oral. A fixação neste estágio pode levar a hábitos adultos, como chupar o dedo, fumar, comer demais e roer as unhas. Traços de personalidade também podem se desenvolver durante a idade adulta que estão ligados à fixação oral; essas características podem incluir otimismo e independência ou pessimismo e hostilidade.[12]

- Estágio Anal - O segundo estágio é o estágio anal que dura dos dezoito meses aos três anos de idade. Durante esse estágio, os centros de busca de prazer do bebê estão localizados nos intestinos e na bexiga. Os pais enfatizam o treinamento do toalete e o controle do intestino durante esse período. A fixação no estágio anal pode levar à retenção ou expulsão anal. As características retentivas anais incluem ser excessivamente limpo, preciso e ordeiro, ao passo que ser anal expulsivo envolve ser desorganizado, confuso e destrutivo.[12]
- Estágio Fálico - O terceiro estágio é o estágio fálico. Começa aos três anos e continua até os seis anos. Agora a sensibilidade se concentra nos órgãos genitais e a masturbação (em ambos os sexos) se torna uma nova fonte de prazer. A criança toma consciência das diferenças anatômicas de sexo, o que desencadeia o conflito de ciúme e medo que Freud chamou de complexo de Édipo (nos meninos). Mais tarde, os estudiosos de Freud adicionaram o complexo Electra (em meninas).[12]

- Estágio de latência - o quarto estágio é o estágio de latência que começa aos seis anos e continua até os onze. Durante esse estágio, não existe nenhuma região do corpo que busca prazer; em vez disso, todos os sentimentos sexuais são reprimidos. Assim, as crianças são capazes de desenvolver habilidades sociais e encontrar conforto por meio da interação com colegas e familiares.[12]

- Estágio Genital - O estágio final do desenvolvimento psicossexual é o estágio genital. Esta fase começa a partir dos onze anos, vai até a puberdade e termina quando se atinge a idade adulta aos dezoito anos. O início da puberdade reflete forte interesse de uma pessoa para outra do sexo oposto. Se a pessoa não experimenta fixação em nenhum dos estágios psicossexuais, uma vez que tenha atingido o estágio genital, ele se tornará um ser humano bem equilibrado.[12]

## Ansiedade e mecanismos de defesa
Freud propôs um conjunto de mecanismos de defesa do corpo. Esse conjunto de mecanismos de defesa ocorre para que uma pessoa possa ter uma visão favorável ou preferencial de si mesma. Por exemplo, em uma situação particular quando ocorre um evento que viola a visão preferida de si mesmo, Freud afirmou que é necessário que o self tenha algum mecanismo para se defender contra esse evento desfavorável; isso é conhecido como mecanismos de defesa. O trabalho de Freud sobre os mecanismos de defesa enfocou como o ego se defende contra eventos ou impulsos internos, que são considerados inaceitáveis para o ego. Esses mecanismos de defesa são usados para lidar com o conflito entre o id, o ego e o superego.
Freud observou que o principal impulso para as pessoas é a redução da tensão e a principal causa da tensão é a ansiedade. Ele identificou três tipos de ansiedade; ansiedade da realidade, ansiedade neurótica e ansiedade moral. A ansiedade da realidade é a forma mais básica de ansiedade e é baseada no ego. É tipicamente baseado no medo de eventos reais e possíveis, por exemplo, ser mordido por um cachorro ou cair de um telhado. A ansiedade neurótica vem de um medo inconsciente de que os impulsos básicos do id assumirão o controle da pessoa, levando à punição final por expressar os desejos do id. A ansiedade moral vem do superego. Ele aparece na forma de medo de violar valores ou códigos morais e aparece como sentimentos de culpa ou vergonha.
Quando a ansiedade ocorre, a primeira resposta da mente é buscar maneiras racionais de escapar da situação, aumentando os esforços de resolução de problemas e uma série de mecanismos de defesa podem ser acionados. Essas são maneiras que o ego desenvolve para ajudar a lidar com o id e o superego. Os mecanismos de defesa costumam aparecer inconscientemente e tendem a distorcer ou falsificar a realidade. Quando ocorre a distorção da realidade, há uma mudança na percepção que permite uma diminuição da ansiedade resultando em uma redução da tensão experimentada. Sigmund Freud observou uma série de defesas do ego que foram notadas ao longo de sua obra, mas sua filha, Anna Freud, as desenvolveu e elaborou. Os mecanismos de defesa são os seguintes: 1) Negar é acreditar que o que é verdadeiro é falso 2) Deslocar é tirar impulsos de um alvo menos ameaçador 3) Intelectualizar é evitar emoções inaceitáveis ao focar nos aspectos intelectuais 4) Projeção é atribuir desconforto sentimentos para os outros 5) Racionalização é criar justificativas falsas, mas verossímeis 6) Formação de reação é assumir a crença oposta porque a crença verdadeira causa ansiedade 7) Regressão é voltar a um estágio anterior de desenvolvimento 8) A repressão é empurrar pensamentos desconfortáveis para fora da consciência 9) A supressão é conscientemente forçar os pensamentos indesejados para fora de nossa consciência 10) A sublimação é redirecionar os impulsos 'errados' para ações socialmente aceitáveis. Essas defesas não estão sob nosso controle consciente e nosso inconsciente usará uma ou mais para se proteger de situações estressantes. Eles são naturais e normais e, sem eles, a neurose se desenvolve, como estados de ansiedade, fobias, obsessões ou histeria.

## Totem e Tabu
Freud desejava compreender religião e espiritualidade e o autor discute a natureza das crenças religiosas em muitos de seus livros e ensaios. Ele considerava Deus uma ilusão, baseado na necessidade infantil de uma figura paterna poderosa. Freud acreditava que a religião era uma expressão de angústias e neuroses psicológicas subjacentes. Em alguns de seus escritos, ele sugeriu que a religião é uma tentativa de controlar o complexo edipiano, como ele passa a discutir em seu livro Totem e tabu.
Em 1913, Freud publicou o livro Totem e Tabu. Este livro foi uma tentativa de reconstruir o nascimento e o processo de desenvolvimento da religião como uma instituição social. Ele queria demonstrar como o estudo da psicanálise é importante para a compreensão do crescimento da civilização. Este livro é sobre como o complexo de Édipo, que ocorre quando um bebê desenvolve um apego pela mãe desde cedo na vida, o tabu do incesto passou a existir e por que eles estão presentes em todas as sociedades humanas. O tabu do incesto aumenta devido ao desejo de incesto. O propósito do animal totêmico não é para a unidade do grupo, mas para reforçar o tabu do incesto. O animal totêmico não é um símbolo de Deus, mas um símbolo do pai e é uma parte importante do desenvolvimento religioso. O totemismo origina-se da memória de um acontecimento da pré-história em que os membros do grupo masculino comem a figura paterna por desejo das mulheres. A culpa que sentem por suas ações e pela perda de uma figura paterna os leva a proibir o incesto de uma nova forma. O totemismo é um meio de prevenção do incesto e uma lembrança ritual do assassinato do pai. Isso mostra que o desejo sexual, uma vez que existem muitas proibições sociais às relações sexuais, é canalizado por meio de certas ações rituais e todas as sociedades adaptam esses rituais para que a sexualidade se desenvolva de forma aprovada. Isso revela desejos inconscientes e sua repressão. Freud acredita que a civilização torna as pessoas infelizes porque contradiz o desejo de progresso, liberdade, felicidade e riqueza. A civilização requer a repressão de impulsos e instruções como sexual, agressão e o instinto de morte para que a civilização possa funcionar.
Segundo Freud, a religião se originou em experiências coletivas pré-históricas que foram reprimidas e ritualizadas como totens e tabus. Ele afirmou que a maioria das religiões ou quase todas, podem ser ligadas aos os primeiros sacrifícios humanos, incluindo o Cristianismo, no qual Cristo na cruz é uma representação simbólica de matar o pai e comer a figura do pai é mostrado com 'o corpo de Cristo', também conhecido como Comunhão. Nessa obra, Freud atribuiu a origem da religião a emoções como ódio, medo e ciúme. Essas emoções são dirigidas à figura paterna no clã dos filhos que têm desejos sexuais negados em relação às mulheres. Freud atribuiu as religiões totêmicas como o resultado de emoções extremas, ações precipitadas e o resultado da culpa.

## A psicopatologia da vida cotidiana

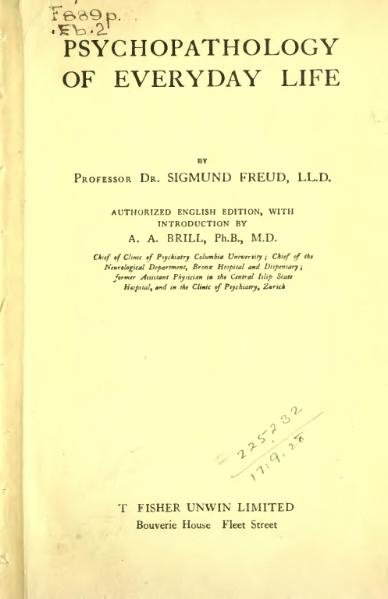
Capa do Livro "Psicopatologia do Cotidiano"

The Psychopathology of Everyday Life (Sobre a psicopatologia do Cotidiano) é um dos livros mais importantes da psicologia. Foi escrito por Freud em 1901 e lançou as bases para a teoria da psicanálise. O livro contém doze capítulos sobre como esquecer coisas como nomes, memórias de infância, erros, falta de jeito, lapsos de língua e determinismo do inconsciente. Freud acreditava que havia motivos para as pessoas esquecerem coisas como palavras, nomes e memórias. Ele também acreditava que os erros de fala, agora chamados de ato falho, não eram acidentes, mas sim o "inconsciente dinâmico" revelando algo significativo.
Freud sugeriu que nossa psicopatologia cotidiana é um distúrbio menor da vida mental que pode desaparecer rapidamente. Freud acreditava que todos esses atos falhos tinham um significado importante; os deslizes mais triviais da língua ou da caneta podem revelar os sentimentos e fantasias secretas das pessoas. A patologia é trazida para a vida cotidiana, o que Freud apontou por meio de sonhos, esquecimentos e parapraxias. Ele usou esses conceitos para defender a existência de um inconsciente que se recusa a ser explicado ou contido pela consciência. Freud explicou como o esquecimento de vários eventos em nossa vida cotidiana pode ser conseqüência da repressão, supressão, negação, deslocamento e identificação. Mecanismos de defesa ocorrem para proteger o ego, então em The Psychopathology of Everyday Life, Freud afirmou, "memórias dolorosas se fundem em esquecimento motivado que facilidade especial". (p.154)

## Três ensaios sobre a teoria da sexualidade
Na obra Três ensaios sobre a teoria da sexualidade, às vezes nominado como "Três contribuições para a teoria do sexo", foi escrito em 1905 por Sigmund Freud explora e analisa sua teoria da sexualidade e sua presença ao longo da infância. O livro de Freud descreve três tópicos principais em referência à sexualidade: perversões sexuais, sexualidade infantil e puberdade. Seu primeiro ensaio nesta série é chamado de "As Aberrações Sexuais". Este ensaio enfoca a distinção entre um objeto sexual e uma finalidade sexual. Um objeto sexual é um objeto que se deseja, enquanto o objetivo sexual são os atos que se deseja realizar com o objeto. O segundo ensaio de Freud foi explicado, "Sexualidade infantil". Durante este ensaio, ele insiste que as crianças têm desejos sexuais. Os estágios psicossexuais são as etapas que uma criança deve dar para continuar a ter desejos sexuais quando atingir a idade adulta. O terceiro ensaio que Freud escreveu descreveu "A transformação da puberdade". Neste ensaio, ele examina como as crianças expressam sua sexualidade durante a puberdade e como a identidade sexual é formada durante esse período. Em última análise, Freud tentou ligar os desejos sexuais inconscientes às ações conscientes em cada um de seus ensaios.

## Sonhos
A Interpretação dos Sonhos foi uma das obras publicadas mais conhecidas de Sigmund Freud. Isso preparou o cenário para seu trabalho psicanalítico e para a abordagem de Freud ao inconsciente no que diz respeito à interpretação dos sonhos. Durante as sessões de terapia com os pacientes, Freud pedia aos pacientes que discutissem o que estavam pensando. Freqüentemente, as respostas estavam diretamente relacionadas a um sonho. Como resultado, Freud começou a analisar sonhos acreditando que isso lhe dava acesso aos pensamentos mais profundos. Além disso, ele foi capaz de encontrar ligações entre os comportamentos histéricos atuais e experiências traumáticas passadas. A partir dessas experiências, ele começou a escrever um livro destinado a ajudar outras pessoas a compreender a interpretação dos sonhos. No livro, ele discutiu sua teoria do inconsciente. Freud acreditava que os sonhos eram mensagens do inconsciente mascaradas como desejos controlados por estímulos internos. A mente inconsciente desempenha o papel mais importante na interpretação dos sonhos. Para permanecer em um estado de sono, a mente inconsciente deve deter os pensamentos negativos e representá-los em qualquer forma modificada. Portanto, quando se sonha, o inconsciente se esforça para lidar com o conflito. Isso permitiria que alguém começasse a agir sobre eles. Existem quatro etapas necessárias para converter os sonhos de pensamentos latentes ou inconscientes para o conteúdo manifesto. Eles são condensação, deslocamento, simbolismo e revisão secundária. As ideias passam primeiro por um processo de condensação que pega os pensamentos e os transforma em uma única imagem. Então, o verdadeiro significado emocional do sonho perde seu significado em um elemento de deslocamento. Isso é seguido pelo simbolismo que representa nossos pensamentos latentes em forma visual. Um foco especial no simbolismo foi enfatizado na interpretação dos sonhos. Nossos sonhos são altamente simbólicos com um significado de princípio subjacente. Muitos dos estágios simbólicos enfocam as conotações sexuais. Por exemplo, um galho de árvore pode representar um pênis. Freud acreditava que todo comportamento humano se originava de nossos impulsos e desejos sexuais. No último estágio de conversão de sonhos em sonhos de conteúdo manifesto, eles se tornam sensíveis. O produto final do conteúdo manifesto é o que lembramos quando acordamos.